# Café con el Eliminado/Campeón
Café con el Eliminado/Campeón (en portugués brasileño: Café com o eliminado/Campeão) es una sección del programa +VC de TV Globo, donde Ana María Braga entrevista, salvo contadas excepciones, cada martes y jueves al Eliminado de la Semana de Gran Hermano Brasil. Posterior al último programa de BBB, entrevista al Campeón. Inicialmente concebido en 2013, como complemento del programa, hasta 2017, a partir de la edición del año siguiente de Gran Hermano Brasil, se convirtió en un programa propio, dentro de +VC.

### Primera Temporada (2018)
Comenzó el 30 de enero de 2018, con Mara, la primera Eliminada, después entrevistaron a 14 eliminados entre el 6 de febrero y el 17 de abril del citado año. el día Posterior a la final, fue el último café, esta vez con los campeones, Gleici Damasceno, Kaysar, Ayton y Ana Clara.

### Segunda Temporada (2019)
Comenzó el 23 de enero de 2019, con Vinícius Fernandes, el primer eliminado, después entrevistaron a 12 eliminados entre el 22 de febrero y el 11 de abril del citado año. Paula Viana, fue entrevistada el 13 de abril de 2019

### Tercera Temporada (2020)
Comenzó el 28 de enero de 2020, con Chumbo, el primer eliminado, después entrevistaron a 6 eliminados entre el 24 de febrero y el 10 de marzo del citado año. Fue la única temporada que vio su consecución trunca, debido a la cobertura de "Combate al Coronavirus".

### Cuarta Temporada (2021)
Comenzó el 3 de febrero de 2021, con Kerline Cardoso, la primera Eliminada, después entrevistaron a 15 eliminados entre el 9 de febrero y el 2 de mayo del citado año. El 5 de mayo de 2021, Juliette fue entrevistada, la campeona de la temporada 21.

### Quinta Temporada (2022)
Comenzó el 26 de enero con Luciano Neto,  después fueron entrevistados 16 eliminados entre el 1° de febrero y el 24 de abril. El 27 de abril, se realizó la entrevista con el campeón Arthur Aguiar.

### Sexta Temporada (2023)
Comenzó el 26 de enero, con la entrevista a Marília Rocha, después fueron entrevistados 16 eliminados, hasta el 26 de abril, con la entrevista a la campeona Amanda Meirelles.

### Séptima Temporada (2024)
La Séptima Temporada de "Café com o Eliminado / o Campeão sazón" comenzó el 12 de enero de 2024 con la participación de Maycon da Silva, Cocinero Escolar de Tijucas, Santa Catarina. Después de 20 eliminaciones más, la temporada concluyó con la Gran Final, en la que se entrevistó a los finalistas: Isabelle Nogueira, Bailarina de Boi Bumbá y Profesora de Español de Manaus, Amazonas; Matteus Amaral Vargas, Estudiante de Agronomía de Alegrete, Río Grande del Sur; y Davi Britto, Conductor por Aplicaciones de Salvador de Bahía.

### Patrocinios Comerciales
- 2018-2020: TV Globo
- 2021:OMO
- 2022: Ypê
- 2023-2024: Sazón